# Louis Le Bourg
Pour les articles homonymes, voir Bourg (homonymie).
Louis Antony Moncel dit Louis Le Bourg, né en 1859 à Paris et mort le 20 mars 1888 dans le 10e arrondissement de Paris, est un journaliste et auteur dramatique français.

## Biographie
Outre des pièces et revues représentées à l'Alcazar d'hiver dont il a été le secrétaire général à partir de 1883, on lui doit aussi de nombreuses études et chroniques théâtrales publiées dans de grands journaux comme Le Figaro ou Gil Blas.
Mort à l'âge de 29 ans d'une hernie inguinale à l'hôpital Lariboisière, Louis Le Bourg est inhumé au cimetière du Père-Lachaise (6e division) après une cérémonie religieuse en l'église Saint-Vincent-de-Paul de Paris.

## Œuvres
Théâtre
- 1885 : La Vitrioleuse, drame en 5 actes de Raoul Fontenay et Louis Le Bourg, d'après le roman de Raoul Fontenay[8]
- 1886 : Lohengrin à l'Alcazar, parodie en 1 acte et 3 tableaux de l'opéra de Richard Wagner, livret de Louis Le Bourg et Henri Boucherat, musique d'Alfred Patusset, à l'Alcazar d'hiver (26 février)
- 1886 : En revenant de la revue !, revue de l'année 1886 en 2 tableaux, musique d'Alfred Patusset, à l'Alcazar d'hiver (1er décembre)[9]
- 1886 : A cheval, messieurs !, revue de Louis Le Bourg et Alphonse Lemonnier, à l'Alcazar d'hiver[10]
- 1887 : Robert-le-Monstre, vaudeville en 1 acte à l'Alcazar d'hiver, musique de scène d'Alfred Patusset (1er-22 février).

Études
- 1884 : Nos artistes au théâtre et à l'atelier, in-12°, Alcan-Lévy éditeur à Paris[11]
- 1887 : Comment on monte un drame : La Tosca, Ed. Monnier éditeur, 16 pages[12],[13]

Chroniques
- 1881 : La classe de Got au Conservatoire, article paru dans le Figaro du 31 juillet 1881
- 1883 : Théodore Dubois, article paru dans le Figaro du 12 décembre 1883
- 1884 : Les débuts de Thérésa, article paru dans le Figaro du 20 février 1884
- 1885 : La fin du drame, article paru dans le Figaro du 18 mars 1885
- 1885 : Une nuit à l'Hospitalité de nuit, article paru dans le Figaro du 3 juin 1885
- 1885 : Paris qui danse, article paru dans le Figaro du 25 novembre 1885
- 1885 : L'envers de la Noël, article paru dans le Figaro du 21 décembre 1885
- 1886 : La princesse Dolgorouky, article paru dans le Figaro du 28 septembre 1886
- 1887 : Le berceau de la Tour Eiffel, article paru dans le Figaro du 28 avril 1887
- 1887 : Les débuts de M. Delaunay, article paru dans le Figaro du 15 mai 1887
- 1887 : Une nouvelle prison, article paru dans le Figaro du 22 juin 1887